# Asociación de Mujeres Integradoras para Lograr la Igualdad Psicosocial (AMILIPS)
La Asociación de Mujeres Integradoras para Lograr la Igualdad Psicosocial (AMILIPS) (Estella, 2014) es una asociación que tiene por objetivo agrupar a mujeres inmigrantes y crear una red de apoyo a la integración social y la organización de actividades de empoderamiento personal.

## Trayectoria
Sus fines sociales son la igualdad de género, la lucha contra la violencia sexista y los derechos sociales de las mujeres.
Colabora con diferentes grupos de mujeres y/o feministas, entre ellos Asamblea de Mujeres, Patriahorkado (mujeres jóvenes), ESAIN, Lizarrako Bilgune Feminista, Juntas y Revueltas.
En 2017 realizó el trabajo de diagnóstico"La feminización y externalización del trabajo del cuidado del hogar como forma de conciliar la vida familiar y laboral", donde se ponía de manifiesto que los trabajos de hogar y cuidados en Estella recaen fundamentalmente en mujeres extranjeras. También ese año promovió el taller “Reciclando ayudaremos al Olentzero, Los Reyes Magos, Papá Noel y a Santa Claus a tener una ¡LINDA NAVIDAD!” con el objetivo de concienciar a criaturas de entre 4 y 11 años de edad sobre el uso responsable de los juguetes.
En 2020 y 2021 organizó el taller de "Empoderamiento digital y feminismo en la red" financiado por el Ayuntamiento de Estella-Lizarra y las V Jornadas Monomarentales en Navarraen colaboración con el Instituto Navarro para la Igualdad con el objetivo de visibilizar las dificultades de las mujeres al frente de este tipo de familias.
En marzo de 2022 impulsó la campaña de recogida de ayuda humanitaria para las personas refugiadas de Ucrania. Y en diciembre de 2022 participó en el proyecto de empoderamiento femenino "El cuerpo que habito".